# 聖羅倫斯縣
聖羅倫斯縣（英語：Saint Lawrence County）是位于美国纽约州東北部的一个县，北鄰加拿大，面積7,308平方公里，是該州面積最大的縣。根据美国人口普查局2020年统计，共有人口10萬8,505人。县治坎頓，該縣設立於1802年，名字來自圣劳伦斯河。